# Rhinocricus ninus
Rhinocricus ninus är en mångfotingart som beskrevs av Chamberlin 1955. Rhinocricus ninus ingår i släktet Rhinocricus och familjen Rhinocricidae. Inga underarter finns listade i Catalogue of Life.